# Finance fonctionnelle
 (juin 2017).
La finance fonctionnelle est une théorie économique proposée par Abba P. Lerner, fondée sur les principes de la demande effective et le chartalisme.
Elle affirme que le gouvernement devrait s’ autofinancer (via sa Banque Centrale) pour atteindre des objectifs explicites, tels que la maîtrise du cycle économique, la réalisation du plein emploi, la croissance et une faible inflation.

## Principes
Les principales idées de la finance fonctionnelle peuvent être résumées comme suit :
- Les gouvernements doivent intervenir dans l'économie laquelle n’est pas autorégulatrice ;
- Le principal objectif économique de l’État devrait être d'assurer une économie prospère ;
- L'argent est une créature de l'état ; Il doit donc être géré par celui-ci ;
- La politique budgétaire devrait être dirigée compte tenu de son impact sur l'économie, et le budget devrait être géré en conséquence, c'est-à-dire que vouloir équilibrer les revenus et les dépenses n'est pas important; c’est la prospérité qui est importante ;
- Le montant et le rythme des dépenses publiques devraient être fixés en fonction du niveau d'activité souhaité, et les taxes et impôts devraient être prélevées pour leur impact économique, plutôt que pour augmenter leurs revenus ;
- Les principes de budget équilibrés ont un sens pour les individus, les ménages, les entreprises et les collectivités locales, mais ne s'appliquent pas aux gouvernements des États souverains qui peuvent émettre la monnaie.

## Règles pour la politique fiscale
Lerner a précisé que la politique budgétaire du gouvernement devrait être régie par trois règles :
1. Le gouvernement doit maintenir un niveau de demande raisonnable en tout temps. S'il y a trop peu de dépenses et, par conséquent, un chômage excessif, le gouvernement réduit les taxes ou augmente ses propres dépenses. S'il y a trop de dépenses, le gouvernement doit empêcher l'inflation en réduisant ses propres dépenses ou en augmentant les taxes.
2. En empruntant de l'argent lorsqu'il souhaite augmenter le taux d'intérêt et en prêtant de l'argent ou en remboursant la dette lorsqu'il souhaite réduire le taux d'intérêt, le gouvernement maintiendra ce taux d'intérêt qui induit le montant optimal de l'investissement.
3. Si l'une ou l'autre des deux premières règles entre en conflit avec les principes de l'équilibre du budget ou de la limitation de la dette publique la Banque Centrale émettra l'argent nécessaire pour l'application des règles 1 et 2.